# Њујорк Милс (Њујорк)
Њујорк Милс (енгл. New York Mills) град је у америчкој савезној држави Њујорк.

## Демографија
По попису из 2010. године број становника је 3.327, што је 136 (4,3%) становника више него 2000. године.
| Група             | 2000.         | 2010.         |
| Белци             | 3.115 (97,6%) | 3.121 (93,8%) |
| Афроамериканци    | 12 (0,4%)     | 45 (1,4%)     |
| Азијати           | 11 (0,3%)     | 52 (1,6%)     |
| Хиспаноамериканци | 34 (1,1%)     | 76 (2,3%)     |
| Укупно            | 3.191         | 3.327         |